# Törökország javasolt világörökségi helyszínei
Törökország területéről eddig huszonkét helyszín került fel a világörökségi listára, hetvenkilenc helyszín a javaslati listán várakozik a felvételre.
| Megnevezés                                                             | Kép | Leírás | Típus      | Kritérium          | Év   | Hiv. |
| ---------------------------------------------------------------------- | --- | --- | ---------- | ------------------ | ---- | ---- |
| Karain-barlang                                                         |     | A kréta földtörténeti korban kialakult mészkőbarlang Antalyától 30 kilométerre északra található 430 méteres tengerszint feletti magasságban. A barlang több részből áll, egyes részeit kalcit falak és szűk járatok választják el egymástól. Jelentőségét őskőkori régészeti leleteinek köszönheti. A barlang a paleolitikum mindhárom időszakában lakott volt. A korai és a középső paleolitikumból tűzkő és kovakő eszközöket, fúrókat, szegeket és nyílhegyeket tártak fel. A korszak végéhez már kőpengés sarlók és csontból, valamint szaruból készült eszközök is köthetők. A helyszínen ezenkívül előkerültek a neandervölgyi ember csontmaradványai is. A barlang már az ókor óta ismert volt, ennek bizonyítéka a bejáratnál talált számos görög nyelvű felirat. A lelőhely feltárását Işın Yalçınkaya vezetésével végezték több külföldi egyetem közreműködésével. | kulturális | III, VI            | 1994 |      |
| Harran és Şanlıurfa                                                    |     | Şanliurfa régebbi nevén Edessza Törökország délkeleti részén fekszik. A forrásokban az i. e. 7. századtól említik, de történelme sokkal korábbra nyúlik vissza, egyike lehetett Mezopotámia ősi településeinek. Az évezredek során Akkád, sumér, babilóniai, asszír, perzsa, makedón, szeleukida, római, bizánci uralom alatt állt. Az i. sz. 7. században muszlimok foglalták el, a 11. században kereszteslovagok kezére került. 1144-től ismét muszlimok uralták, 1516-ban az Oszmán Birodalomhoz csatolták. Sanliurfát a próféta városának is nevezik, a város legfontosabb építménye Ábrahám medencéje miatt, ahol a hagyomány szerint a próféta megmenekült a bosszúálló asszíroktól. A város fontos épülete még a Nagymecset (12. század), Ábrahám barlangja (a próféta feltételezett születési hely), és a kastély (9. század). Harran az i. e. 3. évezredben alapított város az İskenderunt Antiokheiával egykor összekötő kereskedelmi út mellett fekszik. A várost az Eblában feltárt agyagtáblák (i. e. 2300 k.) is említi, ezenkívül Mári levéltárában (i. e. 19. század) is találtak rá utalásokat. Az i. sz. 8. és 9. században fontos kulturális központ volt, és itt alapították meg az iszlám világ első egyetemét. A város leghíresebb épületei a vályogtéglából készített kúpos tetejű úgynevezett méhkas házak. | kulturális | I, II, III, IV     | 2000 |      |
| Izsák pasa palotája                                                    |     | Izsák pasa palotája a selyemút mentén fekszik nem messze az iráni határtól. A félig romos épületegyüttes 7600 m2 területen fekszik egy stratégiailag fontos helyen álló lapos szikla tetején. Tervezésekor a Bursában, Edirnében és Isztambulban álló uralkodói rezidenciákat vették alapul. Ezenkívül felismerhetőek rajta a nyugati építészeti hatások is, és hatottak rá az anatóliai, iráni, és észak-mezopotámiai építészeti hagyományok is. Építése 1685-ben kezdődött Colak Abdi pasa utasítására, folytatódtak fia, Izsák pasa uralkodása alatt és unokája Mehmet pasa idejében fejeződtek be 1784-ben. A palota az oszmán építészet egyik utolsó jelentős példája. A palota főbb részei a férfiak lakókörzete, a hárem, két belső udvar, egy mecset, a konyhák, és az ünnepségek terme. | kulturális | I, III, IV         | 2000 |      |
| Kekova                                                                 |     | Kekova 4.5 négyzetkilométeres lakatlan szigete Törökország déli részén Demre közelében fekszik. A sziget az északi partjánál a víz alatt látható ókori romokról nevezetes. Ezek az ókori város maradványai, aminek egy része az i. sz. 2. században egy földrengés következtében a tengerbe süllyedt. A település szárazföldön maradt területét a földrengés után még továbbra is lakták, fénykorát a bizánci korban élte, majd lakói az arab támadások miatt elhagyták. A kikötő egy bizánci templom maradványaival a sziget északnyugati részén fekszik. A területet 1990-ben a török kormány védelem alá helyezte. | vegyes     | -                  | 2000 |      |
| Konya                                                                  |     | Konya területe már a hettiták korától lakott volt. Később a római és bizánci korban Iconium néven ismerték. Fénykorát a 12. és a 13. században élte amikor a rumi szultánság kulturális és politikai központja volt. Ebben az időben számos középületet emeltek a városban, közülük legfontosabb a mai Mevlana Múzeum az Alaeddin-dzsámi, és a város külső erődje. Dzsalál ad-Dín Rúmí, ismertebb nevén Mevlana, az iszlám világ egyik legnagyobb misztikusa a 13. században alapította meg a Mevlevi dervis szektát, ami „kerengő” dervisek néven vált ismertté. A múzeum, benne az alapító síremlékével a eredeti dervis szálláshely kibővített épületében található. A múzeumhoz tartozik egy rituális tisztálkodásra használt kút, a táncterem, a dervisek lakószobái és a kéziratok valamint korabeli tárgyak kiállítóhelyiségei. A nézők és a zenészek számára karzatokat alakítottak ki. Az Alaeddin-dzsámi a város közepén fekszik, egy kör alakú park közepén. A dzsámit a 13. század elején építették I. Aláeddin Keykubad szeldzsuk szultán parancsára. | kulturális | I, II, IV          | 2000 |      |
| Mardin kultúrtáj                                                       |     | Mardin egy stratégiailag fontos sziklás területen fekszik Délkelet-Anatóliában, a Tigris folyó közelében. A terület egyike Észak-Mezopotámia legkorábban benépesült részeinek, a legkorábbi előkerült leletek i. e. 4000 körülre datálhatók. I. e. 3000 körül a hurrik uralkodtak a környéken, őket i. e. 2230 körül az elámiak váltották fel. Őket babilóniaiak, hettiták, asszírok, rómaiak és bizánciak követték. I. sz. 692-ben a város az Omajjádok fennhatósága alá került, akiket 824-ben az abbászidák váltottak fel. Ezután szeldzsukok különböző, egymással csatározó csoportjai uralták a területet. A 13. század közepén a Mongol Birodalom része lett. 1517-ben csatolták az Oszmán Birodalomhoz és egészen a Török Köztársaság megalapításáig hozzá tartozott, amikor a térség adminisztratív központja lett. A város legfontosabb épületei a 12. és a 15. század között épültek, túlnyomó többségük bézs színű homokkőből. Közülük figyelemre méltó a 12. századi Nagymecset, a 14. századi Melik Mahmut-mecst, az Isza Szultán-medresze (14. század), a szír ortodox Sáfrány-kolostor (5. század, 1160-tól 1932 a szír ortodox patriarchátus székhelye), valamint számos más mecset és medresze. | kulturális | II, III, IV        | 2000 |      |
| Szeldzsuk karavánszerájok Denizli és Doğubeyazıt között                |     | A Denizli-Doğubeyazit útvonalon megközelítőleg 40 karavánszeráj található, ebből 10 nagyon jó állapotban maradt meg. Eredetük a Közép-Ázsiában vándorló török törzsek életmódjára vezethető vissza. A legkorábbi karavánszerájok csak egyszerű szálláshelyként funkcionáltak, majd a 7. századtól folyamatosan egyre bonyolultabb épületegyüttessé váltak. A jelek arra mutatnak, hogy sok száz ilyen fogadójellegű karavánszeráj épült, Anatólia területén eddig megközelítőleg 250-et azonosítottak. A karavánszerájok fejlődésük csúcsát a szeldzsukok idejében érték el. Ekkor nagy kiterjedésű megállóhelyek voltak, amik szálláshelyet, élelmet, innivalót, orvosi ellátást és karbantartást biztosítottak az utazóknak, állataiknak és felszerelésüknek. A fontos kereskedelmi útvonalak mellett épültek, egynapi járóföldre, körülbelül 30 kilométeres távolságra egymástól. Felépítésük alkalmazkodott a klimatikus viszonyokhoz és kialakításukkor amennyire lehetett a biztonságra is próbáltak ügyelni. Anatólia legjelentősebb karavánszerájai a 13. században épültek, a legnagyobbak alapterülete közel négyezer négyzetmétert foglalt el, masszív falaival erődökre emlékeztetett. | kulturális | II, III, IV        | 2000 |      |
| Szent Miklós-templom                                                   |     | A Szent Miklós-templom egy bizánci stílusú építmény Demrében a Földközi-tenger partjánál. Az épületet a 4. századi ortodox püspöknek, Szent Miklósnak szentelték, akit Mikulásként ismert. A szent mirhával bevont csontjait a templomban temették el. Az épületet feltételezhetően az 5. és a 12. század között használták. 809-ben az arab támadás érte, de az ereklyék nem semmisültek meg. Egy részük az olaszországi Bariba került, ahol a katedrálisban helyezték el, a megmaradt csontokat Velencébe vitték. A templom régészeti kutatását 1988-ban kezdték meg, amikor a kolostor északi részét vizsgálták, valamint a templomhajó körül kialakított kápolnákat, amelyek közül az egyiket a szent életét és csodáit ábrázoló freskókkal díszítették. A sérült szarkofág feltételezhetően a szent eredeti síremléke, amit a 11. században fosztottak ki, amikor a maradványok egy része Bariba került. | kulturális | III, IV            | 2000 |      |
| Szent Pál-templom, Szent Pál kútja                                     |     | Tarsus, az ókori Cilicia Törökország földközi-tengeri régiójában terül el a tengerparttól 20 kilométerre. Az ókorban és a középkorban is a térség egyik fontos városa volt. A város leghíresebb szülötte a „tartusi”-ként emlegetett Szent Pál. A jelenleg rendelkezésre álló információk alapján nem lehet eldönteni, hogy Szent Pál alapított-e templomot a városban. A források említenek egy vastag falú, római stílusjegyeket viselő vastag oszlopokkal tagolt épületet, de ezt nem lehet közvetlen kapcsolatba hozni az apostollal. A ma is látható Szent Pál-templom a 19. század közepén épült, egy korábbi templom helyére, amit a források szerint 1102-ben emeltek. A kisméretű 19 x 17,5 méter alapterületű épületet angyalokat és tájképeket ábrázoló festményekkel díszítették. A templom északnyugati sarkában alakították ki a harangtornyot. A város egyik mellékutcájában áll az a kút, amelyet a hagyomány szerint Szent Pál kútjának tartanak és jelenleg is zarándokhely. | kulturális | II, III, IV        | 2000 |      |
| Sümela-kolostor                                                        |     | A kolostor egy sziklában kialakított épületegyüttes az Altmdere-völgyben, Törökország keleti részén. Építése 385-ben kezdődött és hosszú kihagyásokkal egészen a 19. századig tartott. A kolostor első két helyiségét egy bizonyos Barnabás szerzetes építette Sopronius nevű unokaöccse segítségével. A kolostort 650-ben kifosztották, és felgyújtották. A Komnénosz-dinasztia korában újjáépítették és kibővítették, fénykorát III. Alexiosz és I. Manuél bizánci császárok alatt élte. A gazdag könyvtárral rendelkező 72 helyiségből álló kolostor jelenleg népszerű turistalátványosság. Az épületegyüttes jelenlegi formáját a 13. században nyerte el, ekkor az uralkodóktól anyagi támogatásban is részesült. Az oszmán uralom alatt is megőrizte kitüntetett szerepét. A 17. században néhány évtizeden keresztül oktatási központ működött benne. 1916 és 1918 között orosz fennhatóság alatt állt, majd 1923-ban elnéptelenedett. Jelenleg a török kormány finanszírozza állagmegóvását és felújítását. A kolostor legfontosabb részei a sziklatemplom, kápolnák, egy vendégház, könyvtár, a tanulók szobái és a vízvezeték. A sziklatemplom falait mára rossz állapotba került freskókkal díszítették, a képeken jelenetekkel Krisztus és Mária életéből. | kulturális | I, III             | 2000 |      |
| Ahlat síremlékei és oszmán citadellája                                 |     | A Kelet-Anatóliában fekvő Ahlat városát i. e. 900 körül alapították, de híres sírkövei az i. sz. 12. és 15. század között készültek. A város az i. e. 6. századig Urartu fennhatósága alá tartozott, utána szkíta, pártus és szasszánida ellenőrzés alatt állt. Az i. sz. 7 század közepén arabok foglalták el, 938 után kurd kézre került. 1207-ben az ajjúbiák foglalták el majd a század közepén az ilkhanidák fennhatósága alá került, akik a 15. század végéig uralkodtak. A 16. században oszmán kézre került, ezután épült meg citadellája. A város környékén található nagyszámú sírkő arra utal, hogy a terület az iszlám világ egyik fontos térsége lehetett. A kisebb temetők mellett hat jelentősebb maradt meg, ezek a Harabe Sehir-, a Tahti Szulejmán-, a Kiklar-, a Kale- a Merkez- és a Meydanlik-temető. A szépen kidolgozott sírköveket kalligráfiával díszítették. A sírkövek nem csak a kor művészetéről és az elkészítésükkor alkalmazott technikákról adnak információkat, hanem a híresebb alkotókról is, akik neve megjelenik a sírkövekre vésett feliratokon. | kulturális | I, III             | 2000 |      |
| Alahan-kolostor                                                        |     | Az Alahan-kolostor Kis-Ázsia déli részén helyezkedik el 1250 méteres tengerszint feletti magasságban. A kolostort feltételezhetően Zeno bizánci császár alapította az 5. század második felében. A 30 x 200 méteres területen fekvő épületegyüttes két templomból, egy keresztelőkápolnából, egy oszlopos folyosóból, több melléképületből, egy barlangból és sírokból áll. A keleti fekvésű templom kivételesen jó állapotban maradt meg. A szerzetesen és elöljáróik feltételezhetően a templomokat körülvevő kisebb épületekben laktak. Az Alahan-kolostor a kora bizánci építészet egyik jelentős alkotása, és a legképzettebb iszauriai kőfaragók és szobrászok dolgozta rajta. 2012-ben a török kulturális minisztérium kezdeményezte az épületek restaurálását. | kulturális | I, III, IV         | 2000 |      |
| Alanya                                                                 |     | Alanya a modern üdülőhely egy stratégiailag fontos helyen a Földközi-tenger partján a Taurusz-hegységtől délre helyezkedik el. Történelme során kedvező fekvése miatt több birodalom fontos városa volt. Már a bronzkorban i. e. 3000 körül egy kikötő állt a várostól délre. Később egy i. e. 7. századból származó föníciai tábla is említi. A mai kastély helye feltételezhetően már a hettiták idejében is lakott volt, ezután az Akhaimenidák uralták, majd Nagy Sándor csapatai foglalták el. Kikötője a mediterrán térségben fosztogató kalózok egyik támaszpontja volt. I. e. 67-ben a Római Birodalom része lett, majd annak bukása után bizánci uralom alá került a 7. századi arab támadásig. A 13. században élte fénykorát, amikor I. Aeladdin Keykubad szeldzsuk uralkodó itt alakította ki téli rezidenciáját és megerősítette a várost. 1226-ban az ő utasítására építették a 33 méter magas Vörös Tornyot, a város jelképét, ami a hajóépítő műhelyeket védte. A citadella köré tornyokkal tagolt kettős falat emeltek. 1477-ben oszmán fennhatóság alá került egészen a 20. századig. Legfontosabb épülete egy korábbi épület romjaira emelt citadella, aminek részei a bizánci Szent György-templom, amit mecsetnek is használtak, egy karavánszeráj, a szultán palotája, egy szeldzsuk korabeli fürdő romjai, és számos ciszterna. | kulturális | III, IV            | 2000 |      |
| Güllük Dağı-Termesszosz Nemzeti Park                                   |     | A Termesszosz Nemzeti Park a Taurusz-hegység egyik völgyében helyezkedik el Antalyától 30 kilométerre északnyugati irányban. Termesszosz, az ókori erődített város 1050 méteres tengerszint feletti magasságban található. A legfontosabb megmaradt épületek az agóra, a színház, az odeon, Hadrianus kapuja, a királyi út, számos díszített síremlék, tornyok, városfalak, ciszternák és a vízelvezető rendszer. A nemzeti park jellegzetességei a Gulluk-hegy lépcsőzetes sziklái és a Mecine-kanyon 600 méter magas sziklafalaival. A parkra a tipikus mediterrán növényzet jellemző, ami számos állatfajnak ad otthont, köztük olyan fajoknak, mint az európai dámvad, a szirti sas és a kőszáli kecske. Az ókori Termesszoszt a hagyomány szerint egy mitológiai alak, Bellerophontész alapította. Hiteles források főleg az i. e. 4. században említik, főleg Nagy Sándor sikertelen ostromát i. e. 333-ban. Nagy Sándor halála után i. e. 319-ben I. Antigonosz makedón király uralma alá került. Az i. e. 2. században háborúban állt a lükiai városok szövetségével. Az i. e. 1. században Róma megbízható szövetségese volt, ezért előjogokat élvezett. A város virágzásának egy földrengés vetett véget, ami olyan mértékben károsította a vízellátási rendszert, hogy lakosai elhagyták a települést. | vegyes     | -                  | 2000 |      |
| Lükia ókori városai                                                    |     | Lükia városait egyiptomi és hettita források már az i. e. 2. évezredben említik. Legfontosabb fennmaradt emlékeik az i. e. 5. századtól a római korig datálhatók. Az i. e. 1. században Lükia városai egy szövetségbe tömörültek, ezt a szövetséget hat nagyobb és tizenhét kisebb város hozta létre Patara vezetésével. A tanácskozásokon a városokban méretükhöz viszonyított szavazati joga volt, a hat nagy város szavazata háromnak számított, a többié méretüktől függően egynek vagy kettőnek. A nagyobb városok közé tartozott Patara a szövetség vezetője, Xantosz, Pinara, Olümposz, Myra és Tlosz, és később csatlakozott hozzájuk Phaselis. A városokban fennmaradt figyelemre méltó építmények a Patarában emelt parlament épülete (ahol a szövetség gazdasági, vallási és mindennapi életére kiható ügyeket intézték), feliratos síremlékek, a városokat védő erődítmények, templomok, sziklába vésett sírok, valamint lakóházak és lakókerületek maradványai. | kulturális | III, IV            | 2009 |      |
| Perge régészeti helyszíne                                              |     | Perge városának régészeti feltárása 1946-ban kezdődött és jelenleg is tart. Az előkerült legkorábbi leletek a rézkor végére datálhatók. A település a bronzkor alatt is folyamatosan lakott volt. Az i. e. 13. században egy hettita ékírásos tábla „Parha” néven említi, de ebből e korból eddig nem sikerült maradványokat azonosítani. A hellenisztikus korban dél felé terjeszkedő politikát folytatott ekkorra datálhatók városfalainak egyes részei. A városban jelentős szobrászati tevékenység is folyt, számos befolyásos nő szobrát tárták fel, ami bizonyítja, hogy fontos szerepet töltöttek be a település életében. Perge i. e. 133-ban került római fennhatóság alá, és gyors fejlődésnek indult. Ez lehetővé tette a nagyszabású építkezéseket. A település az i. sz. 3. századig virágzott, és egészen az 5. századig a Keletrómai Birodalom része volt. Később szeldzsuk és oszmán uralom alatt állt. Pergében már a klasszikus kortól kezdve nagy figyelmet fordítottak a várostervezésre. A település védművei a hellenisztikus korban épültek, a falak a tornyok és a bástyák relatíve jó állapotban maradtak meg. A város vezetése nagy figyelmet fordított a vízellátásra is, az oszlopokkal szegélyezett főutcán négy monumentális közkutat állítottak fel, valamint fürdőket építettek. | kulturális | II                 | 2009 |      |
| Szagalasszosz régészeti helyszíne                                      |     | Az első vadászó-gyűjtögető népcsoportok i. e. 12 000 körül jelentek meg a térségben, és az első földművelők i. e. 8000 körül telepedhettek le. A bronzkorban kisebb államok alakultak ki a térségben, de úgy tűnik, hogy ekkor a település még meg tudta őrizni függetlenségét. Az i. e. 14. században hettita források említik, majd phrügiai és lükiai uralom után lassan várossá fejlődött. Nagy Sándor csapatai i. e. 332-ben foglalták el, később a Római Birodalom részévé vált. Szagalasszosz megbízható partnernek bizonyult Róma számára és ennek, valamint várost körülvevő termékeny földeknek köszönhetően jelentős metropolisszá fejlődött. I. sz. 400 körül hanyatlani kezdett és egy 500 körüli földrengés valamint a 6. században ismétlődő járványok felgyorsították a folyamatot. A 7. században arabok fosztották ki, a 13. századra teljesen elnéptelenedett és feledésbe merült. A városközpont romjai ennek köszönhetően az átlagosnál jobb állapotban maradt meg (nem használták kőbányának), és az utolsó két évtizedben feltárt részek tudatos, a környezethez alkalmazkodó várostervezésről tanúskodnak. A leletek alapján valószínűsíthető, hogy a terület az i. e. 3. századtól az i. sz. 13. századig folyamatosan lakott volt. Az épületek mellett (római kori fürdő, oszlopokkal szegélyezett főút, stb.) számos jó állapotban megmaradt szobrot is feltártak. | kulturális | II, III            | 2009 |      |
| Szent Péter-templom                                                    |     | Az épület Antiochia városközpontjában épült, közel az Agórához, ami bizonyítja kitüntetett szerepét a városlakók életében. A templom a kereszténység legkorábbi katedrálisa és a kereszténység államvallássá nyilvánítása után a korai keresztények egyik fontos kulturális központja volt. Az építkezés pontos dátumáról nem maradtak fenn információk, de feltételezhető, hogy egybeesik az első keresztények megjelenésével (i. sz. 38 és 39 között). A templomot egy barlangban alakították ki, ahol a hagyomány szerint Szent Péter, az antiokhiai közösség alapítója imádkozott. Az egyterű templom eredetileg 9 méter széles, 13 méter hosszú és 7 méter magas volt. Később kibővítették és oszlopokkal három hajóra tagolták. A nyugati homlokzatot a 19. században építették kapucinus szerzetesek megrendelésére. A források arra utalnak, hogy a homlokzat előtt egy előcsarnok állt. | kulturális | III, VI            | 2011 |      |
| Yesemek kőfejtő és szobrászműhely                                      |     | A Yesemek kőfejtő és szobrászműhely az azonos nevű faluban található Törökország délkeleti részén. A szobrászműhely egy megközelítőleg 400 x 20 méteres területen helyezkedett el a Yesemek pataktól kezdve a hegyoldalban 90 méter magasságig. A szobrokhoz alapanyagot a helyben bányászott vulkanikus eredetű kiváló minőségű bazalt adta. A szobrászműhely az i. e. 900 és i. e. 800 közé, a késő hettita korra datálható és feltételezhetően a Szamal királyság bukásáig működött, amikor az asszírok az i. e. 8. században elfoglalták a területet. Ekkor a műhelyt bezárták többé nem használták és a szobrászok elhagyták a térséget. Feltételezhető, hogy a műhelyben a szobrokat a Szamal királyság fővárosa és kisebb jelentőségű központjai számára készítették. Az itt készült oroszlánszobrok hettita jellegzetességeket mutatnak, ebből következik, hogy a hettita hagyományok tovább éltek a területen, még akkor is, amikor az asszír művészeti hatások elterjedtek. A központ tömegtermelésre szakosodott, az itt készült szobrok száma sok ezer lehetett. A kibányászott kőtömböket először a központba vitték, ahol nagyjából kialakították a megrendelt formát, utána a félig kész szobrokat, amelyeknek súlya fél tonnától 15 tonnáig terjedt a megrendelés helyére szállították, ahol a megrendelő kívánsága szerint kialakították végső formáját. A szobrok közül több száz oroszlán-, és szfinx-szobor, ezenkívül számos dombormű maradt fent szinte teljesen ép állapotban. | kulturális | II, III            | 2012 |      |
| Zeugma régészeti helyszíne                                             |     | Zeugmát az Eufrátesz folyó mellett fekvő hellenisztikus ikervárost I. Szeleukosz Nikátor alapította i. e. 300 körül. Neve ógörögül hidat vagy kereszteződést jelent, ez arra utal, hogy kereskedelmi útvonalak találkozásánál feküdt. Jelenleg Zeugma néven a folyó nyugati partján lévő településre vonatkozik, amit Szeleukiának neveztek az alapítóról, míg a másik város, Apamea felesége, Apama nevét viselte. I. sz. 72-ben a Római Birodalom egyik keleti határvárosa lett, két római légió bázisa. Ennek köszönhetően gyors fejlődésnek indult, jelentős politikai és kereskedelmi központtá vált. A kereskedelmi útvonalak közelsége miatt a rómaiak vámszedő helynek is használták. A település legfontosabb fennmaradt épületromjai a hellenisztikus agóra, a római kori agóra, a stadion, két szentélykörzet, két fürdő, a színház, a légió kaszárnyája és a hozzá tartozó adminisztratív épületek, a hellenisztikus és római kori városfalak, és a lakókörzetek. | kulturális | II, III, IV        | 2012 |      |
| Hekatomnusz mauzóleuma                                                 |     | Hekatomnusz Milaszban, az Égei-tenger közelében fekvő mauzóleumát 1675-ben fedezte fel Jacob Spon német tudós. Az emlékművet korábban templomnak tartották, de a későbbi vizsgálatok során kiderült, hogy a Halikarnasszoszi mauzóleumhoz hasonló épületről van szó, ami Hekatomnusz legidősebb fia számára épült. A milaszi síremlék az i. e. 4 század elejére datálható, és az akkori temetkezési szokások alapján feltételezhető, hogy a síremlék Hekatomnusz és családja számára készült. Az emlékmű részei az Augustus császár korára datálható 130 x 90 méteres mészkőfal maradványai, a Menandrosz-oszlop, a terasz, és maga a mauzóleum a tehermentesítő kamrával, az előtérrel és a sírkamrával, benne az elhunyt szarkofágjával. A tehermentesítő kamra egy piramis alakú helyiség a sírkamra fölött, és azt a célt szolgálta, hogy a sírkamrára minél kisebb nyomás nehezedjen. Az előtér 8 méter hosszú 2 méter széles és 3 méter magas, a sírkamrától egy 5 tonnás márványtömb választja el. Az kelet-nyugati tájolású sírkamra 4,60 méter hosszú, 3,7 méter széles és 3 méter magas. Benne a szarkofág észak-déli irányban fekszik, faragott oldalain az előlapon és a jobb oldalon egy búcsújelenet, a hátsó oldalon egy vadászjelenet a bal oldalon ülő királyok és királynék láthatók. | kulturális | I, III, IV         | 2012 |      |
| Beçin középkori városa                                                 |     | A Törökország délnyugati részén található Beçin a görög, római, bizánci, és oszmán korban egy kisebb jelentőségű település volt. A 13. században a kétszáz évig fennálló Nyugat-Anatólia felett uralkodó Menteş Szultanátus központjává vált, és komoly befolyásra tett szert. A terület régészeti feltárása 1972-ben kezdődött és jelenleg is tart. 2000-ben egy hatvanezer érméből álló kincslelet került elő, ez eddig a Törökország területén talált legnagyobb jelentőségű ilyen jellegű lelet. A régészeti helyszín az erődből, és a tőle délre fekvő városnegyedből áll. Az erőd területén található a Kizil palota, Kara pasa palotája, az emír udvara, az Új templom, és a bizánci kápolna. A legfontosabb épületek a belső citadella területén állnak, ezek az Orhan-mecset, az Ahmed Gazi medresze, a fürdő, a Kara pasa medresze, a kupolás kút, három síremlék, valamint a temető. A műemlékek az átlagosnál jobb állapotban maradtak meg, ez annak köszönhető, hogy a 17. században lakosai elhagyták a települést. | kulturális | II                 | 2012 |      |
| Odunpazari történelmi városközpontja                                   |     | Odunpazari városát a törökök alapították Anatóliában. Óvárosa egyike a legjobb állapotban megmaradt hagyományos török építészeti központoknak. A városban a szeldzsuk, oszmán korból, valamint a 20. századból maradtak fenn épületek, köztük az 1271-ben épült Alaaddin-mecset, az 1525-ből származó Kursunlu-mecset épületegyüttese, a 13. századi Hasan-mecset és számos közkút. A település egyike volt Anatólia vallási központjainak, ezért a Kunsurlu-mecsetet a város központjában emelték. Kialakítására nagy figyelmet fordítottak, tervezését a palotaépítész Acem Alira bízták, aki az épületet az oszmán hagyományoknak megfelelően alkotta meg. Az mecsethez tartozik a dervisek szálláshelye, egy kórház, egy konyha és egy karavánszeráj. Az épületegyüttesben jelenleg egy kézműves központ is működik, ahol a tárgyakat a mára csaknem eltűnt hagyományoknak megfelelően készítik, és a fiatalok képzésével gondoskodnak fennmaradásukról. | kulturális | III, VI            | 2012 |      |
| Aizanoi régészeti helyszíne                                            |     | Aizanoi Anatólia nyugati részén helyezkedik el megközelítőleg ezer méteres tengerszint feletti magasságban. Az elhagyott várost európai utazók fedezték fel 1824-ben. Tervszerű ásatásokat 1926-ban kezdtek a területen és a feltárások napjainkig is folynak a Pergamon Egyetem felügyelete alatt. A legkorábbi kiásott rétegek az i. e. 3. évezredre datálhatók. A hellenisztikus korban felváltva vagy a pergamoni vagy bithüniai fennhatóság alá tartozott, majd i. e. 133-ban a Római Birodalom részévé vált. Ezután gyors fejlődésnek indult és saját pénzverési joggal is rendelkezett. A város monumentális középületei és infrastruktúrája a korai császárkorban épült meg, és a település a régió egyik központjává vált. Az építkezések a 2. és 3. évszázadban szinte folyamatosak voltak, ezeket az intenzív földművelés és a gyapjúfeldolgozás hasznából finanszírozták. A bizánci korban püspöki székhely volt, azonban a 7. századtól fokozatosan elvesztette jelentőségét. Később a hegyet, ahol a város legfontosabb épülete, a Zeusz-templom áll a szeldzsukok erőddé alakították át. A város ma is látható műemlékei a római korból származnak. A Zeusz-templom templom egyike a világ legjobb állapotban megmaradt ilyen jellegű épületeinek. A romterülethez tartozik ezenkívül a stadion, a színház, egy odeon, fürdők, hidak, egy gát, valamint két kiterjedt nekropolisz. | kulturális | II, IV             | 2012 |      |
| Mamure-kastély                                                         |     | A Földközi-tenger partján fekvő 23 500 m2 területen fekvő erődítmény jellegű épület egyike Törökország legnagyobb és legjobb állapotban fennmaradt kastélyainak. A legkorábbi ezen a helyen álló épület a római korra, a 3. vagy a 4. századra datálható. Az ásatások során késő római kori padlómozaikokat tártak fel. A kastélyt a bizánci korban és a keresztes hadjáratok során többször is kibővítették. Amikor a szeldzsukok 1221-ben elfoglalták az épületegyüttes már romos állapotban volt, ezért I. Ala ad-Dín Kaj Kubád szultán a romokra egy új kastélyt építtetett. 1475-ben az Oszmán Birodalom része lett, a 15. a 16. és a 17. század többször is felújították, egy részét karavánszerájnak használták. A tengerparton álló kastély szárazföld felőli oldalát várárok védi, a várfalakat 39 toronnyal erősítették meg. A legimpozánsabb őrtorony magassága eléri a 22 métert. A falakon belül a lakóépületek mellett egy mecset áll, egy romos állapotban lévő fürdő, egy kút, raktárépületek és ciszternák. A jelenleg is működő mecset tipikus 16. századi oszmán építészeti jegyeket mutat. | kulturális | IV, V              | 2012 |      |
| Birgi történelmi városközpontja                                        |     | Birgi Törökország délnyugati régiójában helyezkedik el. Az ókorban i. e. 750 és i. e. 680 között a phrügök, i. e. 680 és i. e. 546 között lükiaiak uralma alatt állt. Később perzsa fennhatóság alá került, utána pergamoni, római és bizánci uralom alatt is állt. A 13 és 14. században a Aydin szultanátus fővárosa volt. 1426-ban oszmánok foglalták el, ekkor gyors fejlődének indult és ez a fejlődés egészen a 17. századig tartott. A város kerületei eltérő képet mutatnak, az egyes részeket falakkal választották el egymástól. Birgi legfontosabb épülete, a kor egyik legjobb állapotban megőrzött mecsete, a Nagymecset a 14. század elején épült Mehmet bég parancsára. Az öthajós, színes csempemozaikkal díszített épületet a mihrab előtt kupolával fedték le. A kiblafal nyugati végénél emelték a mecset türkizkék csempével kiemelt minaretjét. A városban ezenkívül több korból maradtak meg épületek, köztük medreszék, mecsetek, kutak, könyvtárak, síremlékek és a 18. századból vagy későbbről származó lakóházak. A városfalakat a bizánci korban emelték. | kulturális | II, IV             | 2012 |      |
| Niğde műemlékei                                                        |     | Niğde egy Közép-Anatóliában található kisváros. Hettita, görög, római, és bizánci korszak után 1166-ban török fennhatóság alá került és gyors fejlődésnek indult. A 13. századra Anatólia egyik legnagyobb városává vált. A Rúmi szultánság bukása után függetlenné vált, és függetlenségét egészen a 15. századig meg tudta őrizni, amikor az Oszmán Birodalom része lett. A város két legfontosabb épülete az Aleaddin-mecset és a Sungur bég-mecset. A város déli részén álló 1223-ban épített Aleaddin-mecset a klasszikus szeldzsuk mecsetépítészet stílusjegyeit viseli. Keleti bejáratának csillagmotívumokból álló díszítése a szeldzsuk díszítőművészet egyik legkorábbi példája. A település délnyugati részén emelkedő Sungur bég-mecset 1335-ben épült. A négyzet alaprajzú, két minarettel ellátott épület berakásos díszítőelemeinek köszönheti hírnevét. A város megmaradt műemlékei közül figyelemre méltó még a citadella, a Rahmanije-mecset, a fedett bazár, a közkút, valamint örmény és bizánci templomok. | kulturális | II                 | 2012 |      |
| Haci Bektas Veli épületegyüttese                                       |     | A Haci Bektasról elnevezett épületegyüttes az azonos nevű településen Közép-Anatóliában Nevsehír tartományban a nagy 13. századi filozófusnak állít emléket. A 13. század végén érkezett a területre Iránból Mekkán keresztül. Filozófiájának alapja az emberek egyenlősége és az emberi jogok tiszteletben tartása volt. Malakat című művében megtalálhatóak a muzulmán és keresztény elemek is, emiatt elsősorban az oszmán szultánok elitalakulatát alkotó janicsárok körében szerzett híveket. A Kizilirmak régióban fekvő épületegyüttest a 14. században alapították, az akkor még kisméretű faluban, ami ezután gyors fejlődének indult. A jelenleg múzeumként üzemelő épület felépítése a török paloták alaprajzát követi. A legfőbb részei a három udvar körül kialakított épületrészek, köztük a dervisek szálláshelye, medencék étkezők és a konyhák. Haci Bektas hét ajtón keresztül megközelíthető síremléke a harmadik udvarból nyílik. | kulturális | III, VI            | 2012 |      |
| Tuz-tó környezetvédelmi területe                                       |     | | természeti | VII, VIII, X       | 2013 |      |
| Laodikeia                                                              |     | | kulturális | II, III, IV        | 2013 |      |
| Eflatun Pınar                                                          |     | | kulturális | III, IV, VI        | 2014 |      |
| Çanakkale és Gallipoli első világháborús helyszínei                    |     | | kulturális | VI                 | 2014 |      |
| Anazarbosz                                                             |     | | kulturális | III, IV, VI        | 2014 |      |
| Korükosz                                                               |     | | kulturális | II, III, IV        | 2014 |      |
| Anatóliai szeldzsuk medreszék                                          |     | | kulturális | II, IV             | 2014 |      |
| Kaunosz                                                                |     | | kulturális | I, II, III, IV     | 2014 |      |
| Kültepe régészeti helyszíne                                            |     | | kulturális | II, III            | 2014 |      |
| Vespasianus Titus alagút                                               |     | | kulturális | I, IV              | 2014 |      |
| Ahi Evren sírja                                                        |     | | kulturális | III, VI            | 2014 |      |
| Zeynel Abidin mecset és a Nusaybini Szent Jakab-templom                |     | | kulturális | III, IV            | 2014 |      |
| İznik                                                                  |     | | kulturális | II, III, V         | 2014 |      |
| Yıldız palota                                                          |     | | kulturális | II, III, IV        | 2015 |      |
| İsmail Fakirullah sírja                                                |     | | kulturális | IV, VI             | 2015 |      |
| Uzunköprü-híd                                                          |     | | kulturális | III, IV            | 2015 |      |
| Sztratonikéia                                                          |     | | kulturális | II, IV             | 2015 |      |
| Hegyvidéki Phrügia                                                     |     | | kulturális | II, III, IV        | 2015 |      |
| Harşena-hegy és a Pontoszi királyok sziklasírjai                       |     | | vegyes     | III, VI, VII       | 2015 |      |
| Mudurnu történelmi városa                                              |     | | kulturális | II, IV             | 2015 |      |
| Eshab-ı Kehf Kulliye épületegyüttes                                    |     | | kulturális | III, VI            | 2015 |      |
| Aszpendosz színháza és vízvezetéke                                     |     | | kulturális | I, II, IV          | 2015 |      |
| Szent Kereszt-templom                                                  |     | | kulturális | I, II, III, IV, VI | 2015 |      |
| Kızılırmak delta vizes élőhely és madárrezervátum                      |     | | természeti | VII, X             | 2016 |      |
| Hacı Bayram mecset                                                     |     | | kulturális | IV, VI             | 2016 |      |
| Az ókori Kybira                                                        |     | | kulturális | III, IV            | 2016 |      |
| Nuruosmaniye mecset                                                    |     | | kulturális | II, III, IV        | 2016 |      |
| Bodrumi vár                                                            |     | | kulturális | II, III, IV        | 2016 |      |
| Yivli Minare mecset                                                    |     | | kulturális | II, IV             | 2016 |      |
| II. Bajazid szultán épületegyüttese                                    |     | | kulturális | II, IV, VI         | 2016 |      |
| Van erődje és óvárosa                                                  |     | | kulturális | II, III, IV, VI    | 2016 |      |
| Malabadi híd                                                           |     | | kulturális | III, IV, VI        | 2016 |      |
| Ivriz kultúrtáj                                                        |     | | kulturális | II, III, IV        | 2017 |      |
| Ayvalık ipari kultúrtáj                                                |     | | kulturális | III, V             | 2017 |      |
| Asszosz régészeti helyszíne                                            |     | | kulturális | II, IV, VI         | 2017 |      |
| Basilica Therma                                                        |     | | kulturális | IV                 | 2018 |      |
| Harput                                                                 |     | | kulturális | III, IV, VI        | 2018 |      |
| Priéné                                                                 |     | | kulturális | II, III, IV, VI    | 2018 |      |
| Justinianus hídja                                                      |     | | kulturális | III, IV            | 2018 |      |
| Gaziantep földalatti vízgyűjtő rendszerei                              |     | | kulturális | III, IV            | 2018 |      |
| Niksar                                                                 |     | | kulturális | II, IV, VI         | 2018 |      |
| Ballıca-barlang Nemzeti Park                                           |     | | természeti | VII, VIII          | 2019 |      |
| Koramaz völgy                                                          |     | | kulturális | V                  | 2020 |      |
| Zerzevan vár és mithraeum                                              |     | | kulturális | III, IV, VI        | 2020 |      |
| İzmir történelmi kikötője                                              |     | | kulturális | II, III, IV        | 2020 |      |
| Karatepe                                                               |     | | kulturális | II, III, IV        | 2020 |      |
| Beypazarı                                                              |     | | kulturális | III                | 2020 |      |
| A genovai kereskedelmi út csomópontjai és erődítményei                 |     | | kulturális | II, IV             | 2020 |      |
| Kemaliye                                                               |     | | vegyes     | V, VIII            | 2021 |      |
| Késő antik és középkori templomok és kolostorok Midyatban és környékén |     | | kulturális | III, IV, VI        | 2021 |      |
| Ankara modern főváros                                                  |     | | kulturális | II, IV, VI         | 2025 |      |